# Sungai Buluh (Singingi Hilir)
Sungai Buluh is een bestuurslaag in het regentschap Kuantan Singingi van de provincie Riau, Indonesië. Sungai Buluh telt 4548 inwoners (volkstelling 2010).